# Cage de gestation

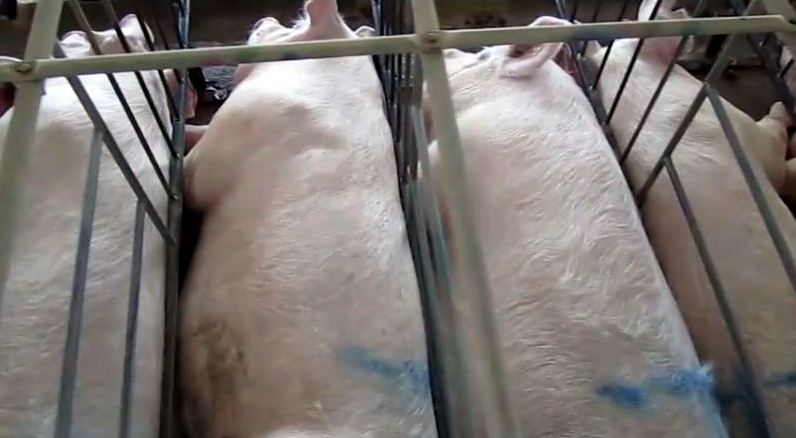
Cages de gestation, utilisées aux États-Unis en 2010.

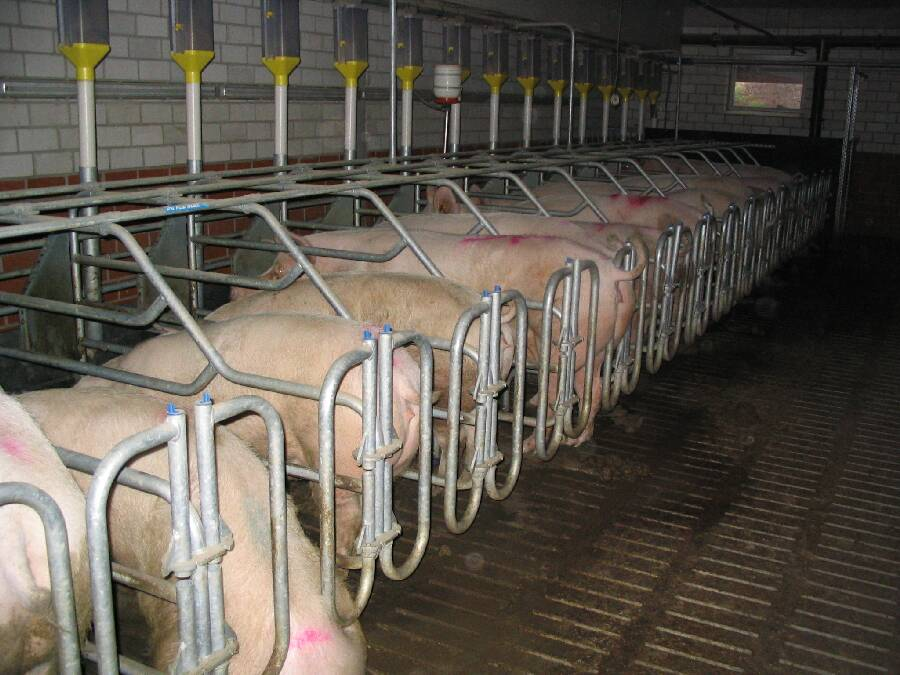
Cages de gestation dans les années 2000, en Allemagne.

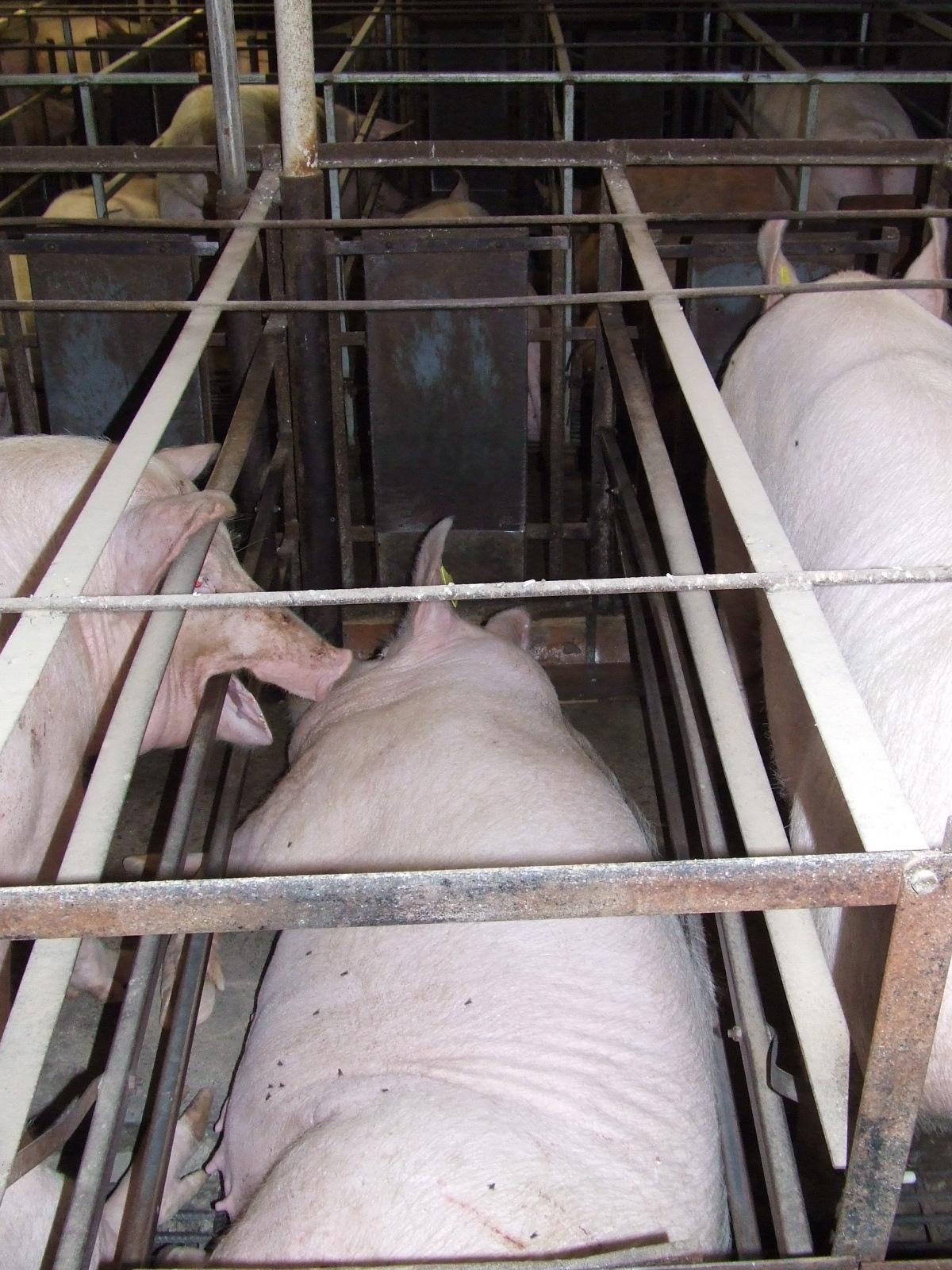
Truies en cage de gestation, présentant des stéréotypies (trouble du comportement), en Nouvelle-Zélande (2005).

Une cage de gestation, aussi appelée case de gestation ou stalle de gestation, est un dispositif en métal utilisé dans l'élevage intensif des porcs, dans lequel une truie est placée pendant sa gestation, voire pendant une plus grande durée,,. Une cage standard mesure environ 2 m de long sur 60 cm de large. Quelques jours avant la mise-bas, les truies sont déplacées en maternité vers des cases de mise-bas où elles sont en mesure de se coucher, avec un espace pour leur porcelets depuis lequel ils peuvent téter.
Les opposants à l'utilisation de ces cages font valoir qu'elles constituent une maltraitance envers les truies, tandis que ses partisans affirment qu'elles sont utiles pour prévenir les conflits agressifs entre truies. Plusieurs pays ont interdit ou limité l'usage de ces cages. Elles sont ainsi interdites au Canada, dans l'Union européenne, et dans neuf états des États-Unis (Arizona, Californie, Colorado, Floride, Maine, Michigan, Ohio, Oregon et Rhode Island). Cependant, les cases de mise-bas, dans lesquelles les truies peuvent être gardées jusqu'à cinq semaines, n'y sont pas interdites.

## Concept
Une cage standard mesure environ 2 m de long sur 60 cm de large,. Ces cages ne contiennent pas de litière, le sol est généralement un caillebotis permettant la collecte des déjections en-dessous,.

## Usage
Entre 60 et 70 % des truies sont gardées dans ces cages pendant leur gestation aux États-Unis. Chaque gestation dure environ trois mois, trois semaines et trois jours. Les truies ont en moyenne 2,5 portées par an pendant trois ou quatre ans, dont la plus grande partie est passée dans des cases,. Elles donnent ainsi naissance à entre cinq et huit portées avant d'être réformées et abattues. Certaines truies âgées sont contraintes de dormir en décubitus sternal, ne pouvant pas se coucher sur le côté comme le font habituellement les porcs.
Quelques jours avant la mise-bas, les truies sont déplacées en salle de maternité, dans des cases de mise-bas, conçues différemment pour permettre aux porcelets de téter.

## Limitations

### Canada
Le Canada a interdit l'utilisation de ces cages en 2014.

### États-Unis
Il y avait 5,36 millions de truies aux États-Unis en 2016, sur un total de 50,1 millions de porcs. La plupart des truies gestantes aux États-Unis sont gardées dans des cages de gestation.
En 2015, elles sont interdites dans neuf états des États-Unis (Arizona, Californie, Colorado, Floride, Maine, Michigan, Ohio, Oregon et Rhode Island).

### Union européenne
Dans l'Union européenne, ces cages sont en passe de disparaître avec les transpositions en droits nationaux de la Directive européenne établissant les normes minimales relatives à la protection des porcs adoptée en 2008 et entrée en vigueur en 2013. Elle exige notamment que les truies reproductrices soient élevées en groupe pendant une partie de leur période de gestation, au lieu d'être élevées en cages de gestation pendant la totalité de cette période.